# Théâtre antique d'Orléans
Le théâtre antique d'Orléans est un édifice de spectacles antique situé dans la commune française d'Orléans, dans le département du Loiret.
Son diamètre est supérieur à 100 m. Construit au Ier siècle, agrandi au siècle suivant, il est peu à peu démonté à partir du IIIe siècle et son emprise est mise en culture au Moyen Âge. le monument est découvert en 1821 à l'occasion de travaux d'urbanisme, même si son existence était supposée depuis longtemps. Après de rapides observations, il est totalement détruit, ses décombres servant notamment à édifier un quai sur la Loire. Seuls deux plans partiels dressés en 1821 et en juillet 1822 témoignent de son architecture.

## Localisation et environnement archéologique

Localisation du théâtre.

Dans la ville moderne le théâtre est situé non loin des bords de la Loire, adossé au flanc du coteau de la rive droite. Dans la ville moderne, il se trouve à l'est du boulevard de la Motte-Sanguin. La rue des Arènes, qui traverse son emprise du nord au sud est une survivance du vomitoire central qui divisait la cavea en deux parties. La rue de l'Abreuvoir suit la courbure de l'un des murs du monument. Son mur de scène suit la même orientation que la rue de la Croix-Pêchée qui reprend peut-être un accès oriental à la base de la cavea.
Il est implanté à l'écart de la zone urbanisée de la ville antique de Cenabum qui se développe à l'ouest, et à proximité d'une nécropole située au nord-est. La berge antique de la Loire n'est qu'à une quinzaine de mètres au sud du mur de fond de scène du monument dont la cavea est tournée vers le fleuve.

## Découverte et destruction totale

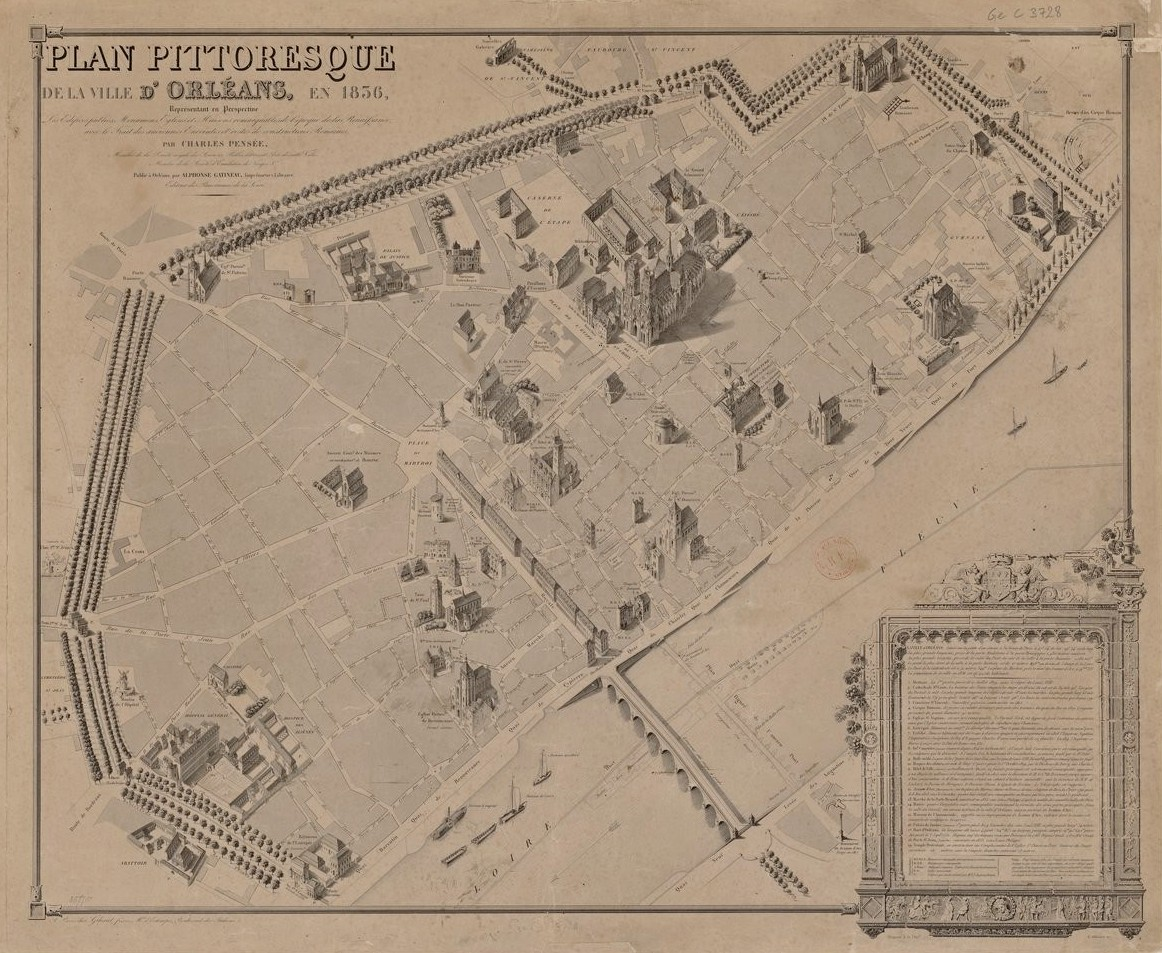
Plan d'Orléans (Charles Pensée, 1836).

Même si le parcellaire, l'existence d'une rue des Arènes et des documents évoquent l'existence d'un théâtre antique sur ce site, aucune trace n'en est signalée avant la première moitié du XIXe siècle.
En 1821, il est décidé d'aménager une promenade au pied de la partie orientale de l'enceinte médiévale. C'est à cette occasion que les vestiges du théâtre (fondations des murs) sont mis au jour. Dans l'urgence des travaux, deux plans de la partie occidentale du théâtre sont dressés avant destruction totale des vestiges, dont les décombres sont utilisés pour la construction d'un quai en bord de Loire, au sud du théâtre. Le premier de ces plans est dessiné en 1821 par M. Thuillier, agent voyer de la ville, et complété par François-Narcisse Pagot ; le second plan est dressé en juillet 1822 par l'architecte Petit et commenté par Louis Lacave. Dans l'intervalle, certains vestiges sont détruits mais le second plan mentionne des massifs de maçonnerie omises dans le premier.
Charles Pensée fait figurer l'emplacement du théâtre sur le « plan pittoresque d'Orléans » qu'il publie en 1836 utilisant pour le figurer le plan de Pagot. L'aménagement d'un boulevard puis de la ligne ferroviaire Orléans - Vierzon (1847), détruite en 1944 puis reconstruite en 1944-1947, finit de bouleverser le site,.
Les remplois du théâtre (corniches ou chaperons, dalles de sol, blocs de grand appareil...) dans d'autres constructions sont mis en évidence en 1997 puis en 2006 lors de sondages archéologiques conduits immédiatement à l'est du monument.

## Description

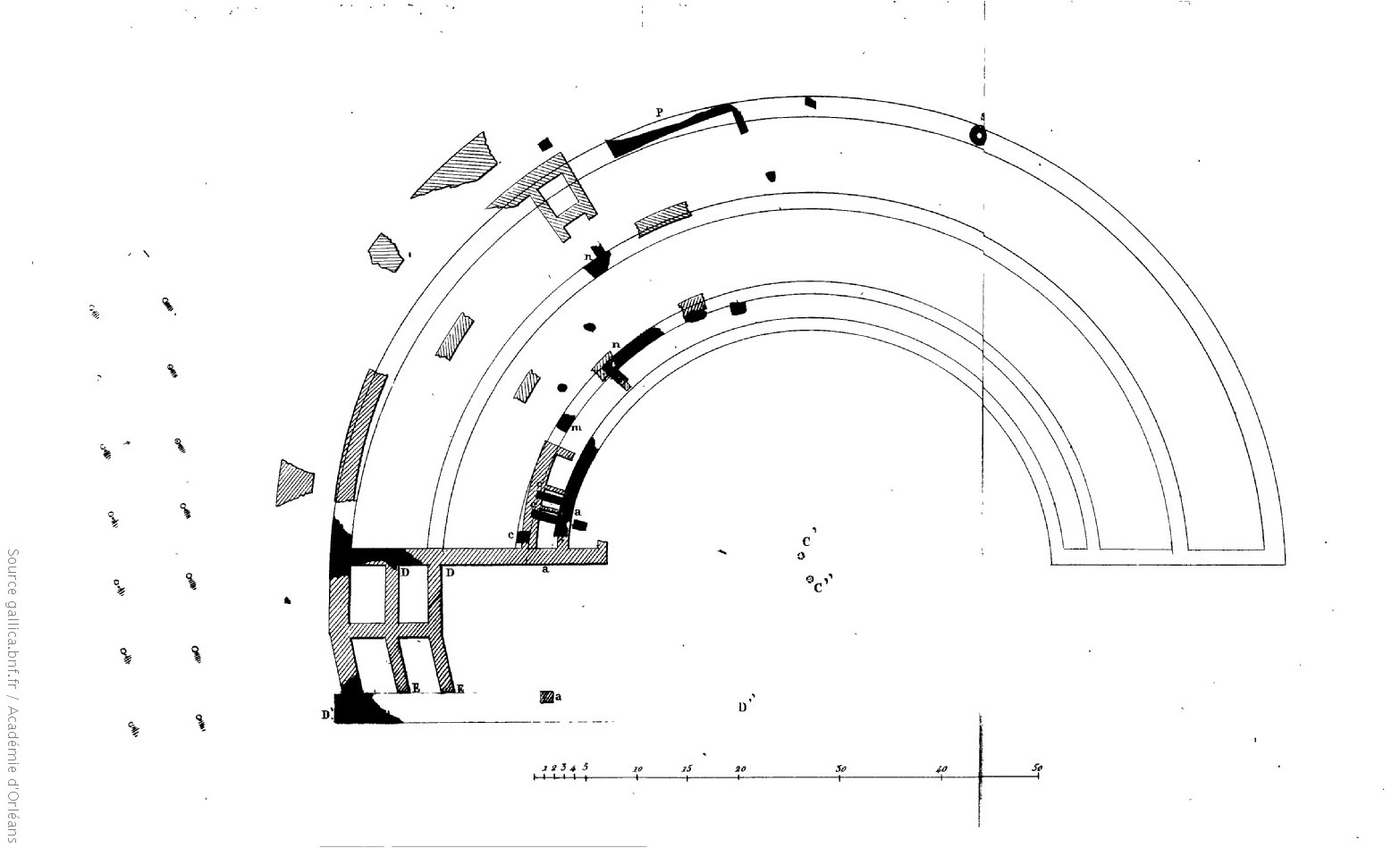
Plan des vestiges (MM. Petit et Lacave, 1822).

Les deux plans dessinés en 1821 et 1822 différent par deux points. En 1821, les vestiges sont rapportés sur le plan d'un théâtre classique tel que le décrit Vitruve (cavea et orchestra semi-circulaires, mur de fond de scène rectiligne). En 1822, le rapporteur suggère que la cavea est peut-être en forme de demi-cercle outrepassé ; il évoque la possibilité que le monument soit une « arène » (amphithéâtre) et non un théâtre ; cette hypothèse n'est toutefois pas retenue lors de la publication de ses travaux mais Jean-Baptiste Prosper Jollois la reprend en 1836. Aux XXe et XXIe siècles, la possibilité d'un édifice mixte associant des caractéristiques d'un théâtre (présence d'un bâtiment de scène) et d'un amphithéâtre (cavea et orchestra dépassant le demi-cercle) est évoquée,.
Le fait que la cavea soit appuyée à une pente naturelle a certainement permis de réduire les infrastructures de soutien des gradins. Les connaissances au sujet de ce monument permettent de dégager deux états successifs du théâtre.
Vers le milieu du Ier siècle, un premier théâtre est construit. Il est vraisemblablement constitué de maçonneries basses (mur périphérique, murs supportant les gradins, aménagement de scène) supportant des structures en bois.
Dans le courant du second siècle, la cavea est agrandie, les accès revus et la maçonnerie remplace le bois. Dans cette configuration, le théâtre mesure environ 105 m de diamètre dont 38 pour la seule orchestra. Les maçonneries mettent en œuvre du calcaire, probablement de Beauce ainsi que des dalles de roche volcaniques non extraites localement mais les éléments de décor du théâtre restent inconnus. Les premières fouilles signalent des murs faisant alterner des assises de moellons avec des lits de terres cuites architecturales (opus mixtum) appartenant à ce second état.
À partir du milieu du IIIe siècle, le théâtre, abandonné, sert de carrière de pierre mais ses fondations sont respectées et, au Ve siècle, des sépultures sont creusées dans les décombres de sa démolition. Au IXe siècle probablement, les derniers vestiges aériens disparaissent sous un remblai de terre végétale et le site est mis en culture. Dès cette époque, le « clos des Arènes » est cité mais cette toponymie ne semble plus avoir un sens pour les habitants.